# Airtable
Airtable — хмарна служба з штаб-квартирою у Сан-Франциско. Була заснована у 2012 рокові Хоуі Лю, Ендрю Офстадом і Емметом Ніколасом.

## Опис
Airtable являє собою гібрид бази даних і електронної таблиці. Поля даних у Airtable схожі на осередки у електронній таблиці, але мають такі типи, як «прапорець», «номер телефону» і «вкладений список», і можуть посилатися на вкладення файлів, наприклад зображення.

## Функції
Користувачі можуть створювати бази даних, налаштовувати їх типи шпальт, додавати записи, зв'язувати таблиці одна з іншою, співпрацювати, сортувати записи і публікувати результати на зовнішніх вебсайтах.

## Застосування
Станом на листопад 2019 року продукт купили великі компанії, такі як Netflix, Tesla і журнал Time.
На листопад 2019 року компанія має близько 80 тис. корпоративних клієнтів. Серед них — не тільки відомі компанії, але й безліч невеликих організацій, особливо некомерційних. Наприклад, коли у 2017 році над Техасом і Луизиану пронісся ураган Гарві, систему AirTable використали для пошуку і порятунку домашніх тварин.